# IC 275/3
IC 275/3 је галаксија у сазвијежђу Персеј која се налази на листи објеката дубоког неба у Индекс каталогу.
Деклинација објекта је + 44° 21' 2" а ректасцензија 3h 0m 58,6s. Привидна величина (магнитуда) објекта IC 275 износи 15,6 а фотографска магнитуда 16,6. IC 2753 је још познат и под ознакама 5ZW 309, NPM1G +44.0059, PGC 11390.